# Barguzin (vesnice)
Barguzin (rusky Баргузин) je vesnice v Barguzinském rajónu Burjatské republiky Ruské federace, administrativní centrum vesnického sídla Barguzinskoje.
Je to jedno z pěti historických měst Burjatska, status města měl v letech 1783–1927.

## Geografie adoprava
Vesnice Barguzin leží 315 km severovýchodně od Ulan-Ude na pravém břehu řeky Barguzin, 55 km před jejím ústím do Bajkalského jezera.

## Historie
Roku 1648 zde kozáci vedení Ivanem Galkinem založili ostroh. Ostroh fungoval do požáru roku 1734, po němž již nebyl obnoven. Kolem ostrohu vznikla vesnice, roku 1783 povýšená na město a do roku 1822 i na sídlo újezdu. Roku 1927 Barguzin ztratil status města a stal se opět vesnicí.
V Barguzinu je také pohřben přírodovědec a cestovatel českého původu Zenon Francevič Svatoš.